# Ẓā
|  | Aquest article tracta sobre la lletra de l'alfabet àrab. Vegeu-ne altres significats a «Za». |

La ẓā (en àrab ظاء ['ðˁaːʔ]) és la dissetena lletra de l'alfabet àrab (vint-i-sisena o vint-i-setena, amb un valor numèric de 900, en l'ordre abjadí). És una lletra solar.

## Història
Considerant-la com una variant de la ṭā, prové, per via dels alfabets nabateu i arameu, de la ṭēth fenícia.

## Ús
Representa el so consonàntic faringealitzat /ðˁ/.

## Escriptura
| Aïllada | Final | Medial | Inicial |
| ظ       | ـظ    | ـظـ    | ظـ      |

La ẓā es lliga a la següent lletra de la paraula. També ho fa amb la precedent, sempre que aquesta no sigui àlif, dāl, ḏāl, rā, zāy o wāw, que mai no es lliguen a la lletra posterior.

## Representació, transcripció i transliteració
A la Viquipèdia existeix una proposta de directriu, vegeu-la per a les diferents maneres de transcriure i transliterar ẓā.
Al SATTS, ẓā es transcriu com a Ẓ. En l'alfabet de xat àrab, s'usa tant Z, com TH o 6'.
A la representació Unicode, ẓā ocupa el punt U+0638 amb el nom ARABIC LETTER ZAH.
A la codificació ISO 8859-6, el punt 0xd8.
Com a entitat HTML, es codifica com a &#1592;

## Variants
Tot i formar part de l'alfabet àrab bàsic, es pot considerar un variant de la ṭā, ﻁ, per ser una de les sis lletres que es van afegir a part de les vint-i-dues heretades de l'alfabet fenici.
En xiao'erjing el mateix símbol pot representar també el so /ʦ/, /z/ i la velaritzada /ðˠ/.
Aquest símbol s'ha llevat de les varietats soraní i uigur de l'alfabet àrab.